# مهمة رجل قنطورس 2069

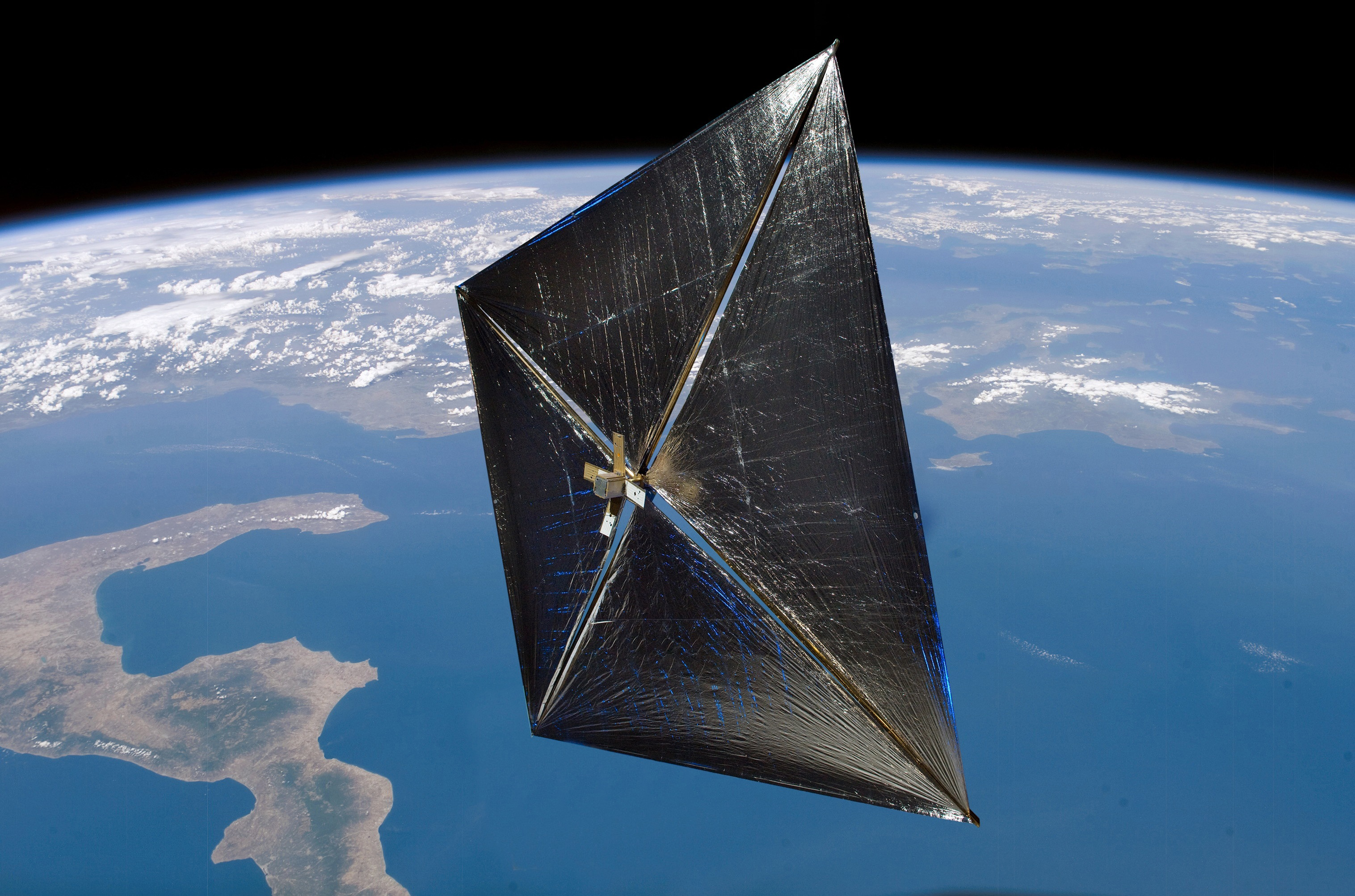
تصور فنان لشراع شمسي.

في ديسمبر 2017، أصدرت وكالة الفضاء الأمريكية (ناسا) مفهوم مهمة تتضمن إطلاق مسبار بين النجوم في عام 2069 للبحث عن علامات الحياة على الكواكب التي تدور حول النجوم داخل وحول نظام رِجْل قِنْطُورَس أو الحَضَار. وجاء هذا الإعلان في المؤتمر السنوي للاتحاد الجيوفيزيائي الأمريكي. تظل المهمة (المقترحة في مايو 2016) مجرد مفهوم، وعلى هذا النحو، ليس لها اسم أو تمويل مخصص. 
يقترح المخطط الأولي للمهمة استخدام الأشرعة الشمسية المدفوعة بالليزر عالي الطاقة لزيادة الدفع. سيُطلَق المقترح في الذكرى المئوية لمهمة أبولو 11. ستصل المركبة الفضائية إلى نظام رِجْل قنطورس بحلول عام 2113، أي بعد 44 عامًا من إطلاقها، وهي تسير بسرعة 10% من سرعة الضوء.